# Percy Fawcett
Pour les articles homonymes, voir Fawcett.
Percival Harrison Fawcett, plus connu sous le nom de Percy Fawcett, né le 18 août 1867 à Torquay et probablement mort en 1925, est un militaire, cartographe, archéologue et explorateur britannique.
Officier de carrière, il développe une passion pour l'exploration et l'archéologie dès son plus jeune âge. Il sert en Afrique du Sud avant de se tourner vers l'Amérique du Sud, où il consacre une grande partie de sa vie à cartographier et à explorer les régions inexplorées de la forêt amazonienne. Il passe ses dernières années à la recherche d'une légendaire « cité perdue de Z », qu'il pense exister au cœur de la jungle brésilienne.

## Biographie

### Premières explorations
Fawcett naît à Torquay le 18 août 1867. Il est issu d'une ancienne famille de la gentry anglaise du Yorskshire (Fawcett de Scaleby Castle) qui a amassé une fortune considérable en tant qu’armateurs pour la East India Company aux XVIIIe et XIXe siècles.
Il étudie au Collège de Newton Abbot, puis choisit la carrière militaire et devient élève-officier à Woolwich. En 1886, il obtient son brevet d'officier à l'artillerie royale et part en garnison à Trincomalee sur l'île de Ceylan. Il retourne ensuite suivre de nouveaux cours d'artillerie en Angleterre. En 1901, on l'envoie en mission secrète en Afrique du Nord, suivie d'un séjour à Malte où il décide d'apprendre la topographie.
En 1906, il est approché par la Société de géographie de Londres afin d'établir une cartographie de la frontière entre le Brésil et la Bolivie. Les deux pays se disputent la culture du caoutchouc dans la région, car les limites territoriales n'y ont pas encore été établies avec certitude ; leurs gouvernements ont décidé de faire appel à un Britannique afin d'assurer une neutralité.
Fawcett commence son exploration en 1906 et prend soin de décrire minutieusement dans des notes ce qu'il y voit : la géographie du terrain, les animaux étranges (des piranhas aux anacondas) et le mode de vie des travailleurs qui fréquentent le terrain (le taux de mortalité est à peu près de 50 %).
De 1906 à 1913, il participe à six expéditions dont le but est autant de transcrire la cartographie détaillée de la Bolivie que la découverte de nouvelles régions inconnues. Au cours de l'une d'elles, il découvre les collines de Ricardo Franco, un plateau rocheux cerné de falaises infranchissables. Quelques années plus tard, sir Arthur Conan Doyle, ami de Fawcett, en fait le cadre de son roman Le Monde perdu, qu'il peuple d'animaux préhistoriques.

En 1911, il fait le compte rendu de ses explorations : 

« J'avais eu vent d'histoires fabuleuses attendant tout explorateur qui laisse derrière lui les zones productrices de charbon pour s'aventurer dans les forêts éloignées. Elles n'étaient point exagérées. On retrouve dans ces contrées sauvages des animaux et insectes inconnus ici et qui intéresseraient bon nombre de naturalistes et même des Indiens blancs. Des rumeurs font état de pygmées, de mines perdues et de ruines anciennes. Rien n'a été exploré de ce pays au-delà de quelques centaines de berges ceinturant les cours d'eau. »

### À la découverte de la cité perdue
Fawcett, qui croyait à ces rumeurs, espérait que la Société géographique royale subventionnerait ses expéditions mais celle-ci ne prend pas ses rapports au sérieux. Il décide donc de quitter l'armée et de continuer ses explorations à son propre compte.
En 1914, la découverte d'un manuscrit à la bibliothèque nationale de Rio de Janeiro, le fameux Manuscrito 512, renforce sa conviction. Daté de 1753, le manuscrit raconte les pérégrinations d'un aventurier portugais prétendant avoir découvert une vieille cité antédiluvienne dans la région de la serra do Roncador (la montagne du ronfleur) à l'est du rio Xingu, au centre du pays.
Fawcett reprend du service dans l'armée à l'occasion de la Grande Guerre. Après 1918, il entreprend l'organisation d'une expédition qui lui permettra, selon lui, de redécouvrir cette Cité perdue de Z à laquelle il croit tant et à laquelle il a donné le nom de point « Z » sur ses cartes. Pour l'accompagner, il fait appel à son fils Jack ainsi qu'à un ami de son fils, Raleigh Rimmel,.

En avril 1925, ils quittent Cuiabá, capitale du Mato Grosso, et se dirigent vers le Haut-Xingu. Ensuite, ils ont l'intention de se diriger vers l'est, vers la serra do Roncador. Le 29 mai, il adresse un dernier message: 

« Nous sommes en ce moment au camp du cheval mort par 11° 43' de latitude sud et 54° 35' de longitude ouest. C'est le point où mourut mon cheval en 1920. Il ne reste que ses os blanchis. Nous pouvons nous baigner mais les insectes nous obligent à ne pas nous attarder un seul instant. Il fait très froid la nuit et frais le matin ; mais, vers le milieu de la journée, arrivent la chaleur et les insectes et, jusqu'à six heures du soir, nous souffrons au camp un véritable martyre. Vous n'avez à craindre aucun échec. »

### L'énigme de la disparition
À la suite de ce message, l'expédition Fawcett ne donne plus aucun signe de vie. Pendant un an, on ne s'inquiète pas trop, car l'explorateur avait prévenu qu'elle pourrait prendre du temps. Mais les rumeurs commencent bientôt à affluer. Des Indiens affirment l'avoir vu vivant avec une princesse indienne. D'autres disent qu'il a finalement découvert la cité perdue et qu'il a décidé de ne plus retourner vers la civilisation. En 1927, Brian Fawcett, second fils de l'explorateur et employé aux Chemins de fer du Pérou, reçoit la visite d'un ingénieur français nommé Roger Courteville qui lui affirme avoir vu son père vivant, les vêtements en loques, sur une route de l'État du Minas Gerais. Il n'est pas cru.
En 1928, George Dyott décide finalement d'organiser une expédition de secours. Avec ses hommes, il commence par emprunter la piste que Fawcett et ses compagnons ont dû normalement suivre après le départ du camp du cheval mort. Ils parviennent ainsi à un village anaqua, sur le rio Kuliseu, où ils ont la surprise de voir le chef de la tribu portant, suspendue à son cou par une ficelle, une plaque de cuivre ayant appartenu à Fawcett. Le chef déclare qu'elle lui a effectivement été donnée par Fawcett, qui s'est ensuite un peu plus enfoncé vers l'est avec ses deux amis. Dyott continue son chemin jusqu'au confluent du rio Kuliseu et du rio Kuluene, où habitent les Kalapalos. Il préfère alors rebrousser chemin, car les Kalapalos se révèlent véritablement hostiles.
Au cours des années 1930, d'autres expéditions sont organisées. Certaines d'entre elles disparaissent corps et biens, probablement massacrées par les Indiens.
En 1943, le président brésilien, Getúlio Vargas, entreprend l'expédition Roncador-Xingu qui vise à établir des bases aériennes dans la région. Le journaliste Edmar Morel (pt) profite de cette occasion pour se rendre chez les Kalapalos. Il en revient, persuadé qu'ils ont assassiné l'explorateur.
En 1947, les frères Claude, Leonardo et Orlando Vilas Bôas, responsables de l'expédition Roncador-Xingu, se rendent chez les Kalapalos pour vérifier ses dires. Ils décident de demeurer plusieurs mois dans le village, car la tribu a décidé de collaborer à la construction de la base aérienne. Ils parviennent ainsi à les mettre en confiance et bientôt acquièrent la certitude que Fawcett n'a pas dépassé les villages kalapalos. Cependant, leur chef, Ixarari, affirme qu'il a continué son chemin, mais qu'il s'est finalement fait tuer par les Kayapos, plus loin vers la serra do Roncador. Pour les Vilas Boas, cette histoire est difficilement vérifiable, car les Kayapos sont toujours insoumis et ne se laissent pas approcher. En 1950, Ixarari tombe malade. Se voyant mourir, il fait venir Orlando Vilas Boas et lui avoue qu'il a tué Fawcett et ses compagnons après qu'ils lui ont manqué de respect. Des désaccords entre les Blancs et leurs hôtes auraient fait qu'Ixarari a exigé leur départ. Selon son témoignage, Fawcett l'aurait alors giflé. Ixarari lui aurait alors fracassé le crâne avec sa hache de pierre. Après la mort d'Ixarari, Vilas Boas demande à voir la tombe de Fawcett, qui est ouverte. Les ossements sont emmenés à Londres, à l'Institut royal d'anthropologie, pour y être examinés. Malheureusement, ils ne concordent pas avec ce que l'on connaît de Fawcett et on doute même que ce soient ceux d'un homme blanc. Un chef kalapalo baptisé Vajuvi confesse en 2005 au journaliste américain David Grann que les os sont en réalité ceux de son grand-père, Mugika, et furent déterrés par des villageois auxquels Orlando Villas Boas avait promis un fusil en récompense de la découverte des os de Fawcett.
Lorsque David Grann visite un village kalapalo, dans la région du Haut-Xingu, il découvre qu’une tradition orale concernant Fawcett (sans doute l’un des premiers hommes blancs à s’être aventuré dans ce village) s’y perpétue. Selon cette tradition, Fawcett et ses compagnons auraient séjourné dans le village avant de s’enfoncer davantage vers l’est. Les Kalapalos auraient tenté sans succès de les en dissuader, les avertissant qu’ils risquaient d’être tués par les Indiens encore sauvages qui vivaient sur ce territoire. Pendant cinq jours, ils observèrent la fumée des feux de camp de l’explorateur et de son équipe. Puis ces feux disparurent. Selon les Kalapalos, Fawcett et ses amis ont certainement été tués par des Indiens. Dans son ouvrage La Cité perdue de Z, Grann évoque également la civilisation de Kuhikugu, récemment découverte par l’archéologue Michaël Heckenberger, et qui pourrait, selon lui, être à l’origine de la légende de la « cité de Z » à laquelle croyait Fawcett. Le site archéologique de Kuhikugu se trouve d'ailleurs dans les environs du camp du cheval mort évoqué plus haut.

## Dans la culture populaire
- Arthur Conan Doyle se rendit en 1911 à une conférence donnée à Londres par l'aventurier. L'écrivain britannique s'est peut-être servi de ses récits comme source d'inspiration pour son roman Le Monde perdu. Paru en 1912, il a pour héros le Professeur Challenger, partant à la recherche de dinosaures vivants au Brésil[6],[7].
- En 1933, Peter Fleming — écrivain comme son frère Ian, créateur du personnage de James Bond —, partit à la recherche de l'aventurier. Il s'inspira de son expédition pour écrire son roman Un aventurier au Brésil (Brazilian Adventure (en)).
- En 1937, Hergé publie L'Oreille cassée, album dans lequel Tintin fait la connaissance de l'explorateur Ridgewell dans une forêt d'Amérique du Sud, au San Theodoros (pays fictif). Celui-ci, disparu depuis plus de dix ans et que tout le monde croit mort, est devenu ami des Arumbayas avec lesquels il vit. L'analogie avec Fawcett est frappante[6].
- Dans l'album numéro 16 de Fantax (La Prêtresse du soleil, 3e trimestre 1947) publié aux éditions Pierre Mouchot, le héros de bande dessinée Fantax part à son tour à la recherche du colonel Fawcett. Il découvre le "monde du silence", une mystérieuse cité perdue au cœur de l'Amazonie. Maya, la prêtresse du soleil, lui explique que Fawcett et ses compagnons sont morts quelques années plus tôt, tombés sous les flèches des indiens[8].
- Début 1948, Maurice Tillieux publie dans Héroïc-Albums (n° 20 de la série II) une aventure en douze planches, de style réaliste : « La Ville morte », qui s'inspire du mystère ayant entouré l'expédition de Fawcett.
- En 1954, Henri Vernes envoie son héros Bob Morane à la recherche de l'explorateur disparu dans le roman Sur la piste de Fawcett. Il ne le retrouve pas, mais découvre tout de même la cité mythique que cherchait Fawcett.
- Hugo Pratt s'est inspiré de Fawcett lorsqu'il évoque l'explorateur Eliah Corbett, disparu à la recherche d'une mystérieuse cité au cœur de la jungle amazonienne péruvienne, qui pourrait être l’Eldorado. Ce personnage apparaît dans son histoire Têtes de champignons magiques (écrite en 1974 et publiée dans le volume Corto toujours un peu plus loin), de la série Corto Maltese[6].
- Fawcett est considéré comme faisant partie des aventuriers pouvant avoir inspiré le personnage d'Indiana Jones, apparu pour la première fois dans le film Les Aventuriers de l'arche perdue (1981). Pourtant, ni Steven Spielberg ni aucun des autres créateurs du personnage n'ont jamais confirmé cette hypothèse[6]. En tous cas, le roman Les Aventures d'Indiana Jones, Tome 3 : Indiana Jones et les sept voiles (en) (écrit par Rob MacGregor et publié en 1991) montre l'aventurier lisant le journal de Fawcett, mentionnant une cité perdue depuis longtemps dans la jungle brésilienne et la légende d'un peuple roux, probablement descendant d'anciens druides celtes[9].
- Don Rosa fait chercher à Donald Duck la cité d'Ophir au Brésil (également recherchée par Fawcett) dans Les sept fantastiques Caballeros (moins quatre), bande dessinée publiée en 2005.
- En 2012, la NAD Compagnie[10] crée en collaboration avec Alain Sachs[11], la pièce Les Aventuriers de la Cité Z, une comédie de Fréderic Bui Duy Minh, Cyril Gourbet et Aymeric de Nadaillac, mise en scène d'Aymeric de Nadaillac, avec Sara Lepage, Cyril Gourbet, Aymeric de Nadaillac et Loïc Trehen. Elle raconte l'histoire fictive de Joan Fawcett, fille de l'explorateur, qui part à la recherche de son père aidée d'un explorateur escroc.
- En 2016 est présenté en première mondiale au festival du film de New York le film d'aventure — sorti en salles en 2017 — The Lost City of Z, réalisé par James Gray, avec Charlie Hunnam dans le rôle de Fawcett. Le reste de la distribution comprend Robert Pattinson dans le rôle du caporal Henry Costin, Sienna Miller et Tom Holland dans ceux de Nina et Jack Fawcett (la femme et le fils aîné de Percy).
- En 2017 est sorti le jeu de société L'Expédition perdue, de Peer Sylvester, édité chez OG (Osprey Game) ; on y mène une équipe de 3 explorateurs sur les traces de la mythique cité de l'El Dorado, l'histoire s'inspirant de l'expédition de Percy Fawcett.
- En 2018, le jeu vidéo Shadow of the Tomb Raider relate l'expédition de Fawcett, qui s'est étendue jusqu'au Pérou et s'acheva près de Païtiti, sous la forme de pages du journal de l'explorateur que le joueur peut trouver dans l'environnement[12].

## Publications
- Mémoires du Colonel Fawcett. Tome I : Le Continent de l'épouvante / Tome II : Sur les routes du mystère. Texte établi par Brian Fawcett d'après les journaux, lettres et rapports de son père. Amiot-Dumont, Paris, 1956.
- Percy Fawcett, Le Continent perdu, Pygmalion, 1991.
- Guillaume Dorison (scénario), Alessandro Bocci (dessin), Christian Clot (conseil) : Fawcett : Les cités perdues d'Amazonie, Editions Glénat, septembre 2012.